# پلیموث (واشینگتن)
پلیموث (به انگلیسی: Plymouth) یک منطقهٔ مسکونی در ایالات متحده آمریکا است که در شهرستان بنتون، واشینگتن واقع شده‌است. پلیموث ۸۹٫۰ متر بالاتر از سطح دریا واقع شده‌است.